# غلين بيرنغن
غلين بيرنغن (بالإنجليزية: Glenn Beringen) (16 سبتمبر 1964 – ) هو سباح، من أستراليا، مثّل بلاده في الألعاب الأولمبية الصيفية 1984، وسباحة في الألعاب الأولمبية الصيفية 1984 – رجال 200 متر صدر ‏.

## وصلات خارجية
- غلين بيرنغن على موقع الاتحاد الدولي للسباحة (الإنجليزية)
- غلين بيرنغن على موقع اللجنة الأولمبية الدولية (الإنجليزية)
- غلين بيرنغن على موقع أوليمبيديا (الإنجليزية)
- غلين بيرنغن على موقع اللجنة الأولمبية الأسترالية (الإنجليزية)
- غلين بيرنغن على موقع اتحاد ألعاب الكومنولث (مؤرشف) (الإنجليزية)